# Laganosuchus thaumastos
O Laganosuchus thaumastos é uma espécie extinta de crocodilos cujos fósseis foram escavados no atual deserto do Saara. Tais animais viveram durante o Cretáceo, há cerca de 65 e 145 milhões de anos.